# Tusbab Stallions FC
El Tusbab Stallions FC es un equipo de fútbol de la ciudad de Madang, Papúa Nueva Guinea. Fue fundado en el 2019 y actualmente juega en la Liga Nacional de Fútbol de Papúa Nueva Guinea.

## Historia
El club se estableció en 2019 como sucesor de un club amateur que se remonta a 2004 del mismo nombre, que a su vez se fundó después de la fusión entre dos clubes separados con sede en Madang, Tusbab y Blue Kumuls. El equipo amateur había ganado la Gran Final de la Asociación de Fútbol de Madang en 2018, antes de pasar al estado semiprofesional.
El 11 de enero de 2019, el equipo fue confirmado como uno de los equipos que ingresó a la Liga Nacional de Fútbol de 2019 y había sido atraído a la Conferencia Norte, después de fusionarse con Madang FC.
Ganaron su primer encuentro con una victoria por 1-0 sobre el Laiwaden FC. Hacia la mitad de la temporada, el equipo quedó quinto de los ocho equipos de la conferencia, habiendo ganado dos partidos y empatado uno.
La segunda mitad de su temporada fue pobre, con el equipo ganando solo un punto más, un empate 1-1 con Laiwaden, antes de que cinco derrotas consecutivas los vieran terminar en la parte inferior de la conferencia.